# أحمد إبراهيم النور
أحمد إبراهيم أحمد النور (من مواليد 12 فبراير 2000 في واو، السودان) هو لاعب كرة قدم سوداني، يلعب في مركز قلب الدفاع لصالح نادي أسارية الرياضي في الدوري الليبي، ويمثل منتخب السودان الوطني منذ عام 2019. يُعرف أحمد وضاح بأسلوبه الدفاعي الصلب وقدرته على قراءة اللعب وقطع الكرات، إلى جانب براعته في الكرات الهوائية بفضل طوله الفارع البالغ 1.88 م.

## المسيرة الكروية
بدأ أحمد وضاح مسيرته الاحترافية مع نادي الإسعاف نيالا عام 2016، حيث أظهر إمكانيات مميزة أهلته للانتقال إلى المريخ نيالا عام 2018. في نفس العام، وقع لنادي الهلال الأبيض حيث لعب لمدة موسمين وبرز كأحد أفضل المدافعين في الدوري السوداني الممتاز.
في عام 2020، انضم إلى الهلال السوداني، أحد أكبر الأندية في السودان، وشارك معه في عدد من البطولات المحلية والقارية، من بينها دوري أبطال أفريقيا. في 2024، خاض تجربة احترافية خارج السودان مع السوائد بنغازي في ليبيا، ثم انتقل بعدها إلى أسارية الرياضي.

## المسيرة الدولية
استُدعي وضاح لتمثيل منتخب السودان لأول مرة في عام 2019. شارك مع المنتخب في عدد من المباريات الدولية، منها تصفيات كأس الأمم الأفريقية، ومنافسات كأس العرب 2021 التي أقيمت في قطر، حيث ورد اسمه في قائمة اللاعبين الرسمية للبطولة.
رغم قلة عدد مشاركاته، إلا أن وجوده شكّل دعمًا دفاعيًا للمنتخب، ويُتوقع أن يكون له دور أكبر في الاستحقاقات القادمة ضمن مشروع تجديد الدماء في المنتخب الوطني.

## أسلوب اللعب
يتميز وضاح بقوة تدخلاته وقدرته على افتكاك الكرة دون ارتكاب أخطاء، إضافة إلى تركيزه العالي في مراقبة المهاجمين. يعتمد على التحاماته البدنية والتمركز الجيد لقطع الكرات، كما يُعد أحد اللاعبين القلائل الذين يجيدون اللعب بالرأس دفاعيًا وهجوميًا.

## الحياة الشخصية
ولد أحمد في مدينة واو، قبل انفصال جنوب السودان عن السودان عام 2011، ويُعد من اللاعبين الذين اختاروا تمثيل السودان الأم. لا تُعرف الكثير من التفاصيل حول حياته الشخصية، حيث يفضل الحفاظ على خصوصيته بعيدًا عن الإعلام.

## إنجازات محتملة
رغم أن مشواره لا يزال في بدايته، إلا أن وضاح يُعتبر من المواهب الواعدة في الكرة السودانية، وقد يفتح له أداؤه الباب للاحتراف في دوريات عربية أو أفريقية أخرى خلال السنوات القادمة.